# Wesley Simina
Wesley W. Simina (nacido el 10 de septiembre de 1961) es un político de Micronesia que se desempeña como presidente de los Estados Federados de Micronesia desde 2023.

## Biografía
Se desempeñó como gobernador del estado de Chuuk, uno de los cuatro estados que constituyen los Estados Federados de Micronesia, desde julio de 2005 hasta julio de 2011. Simina fue reelegido para un segundo mandato como gobernador de Chuuk en una segunda vuelta electoral de 2009 contra Gillian N. Doone, hijo del exgobernador Gideon Doone. Él y el Vicegobernador Johnson Elimo juraron su segundo mandato el 2 de julio de 2009, en una ceremonia de inauguración celebrada en el Centro de Desarrollo Saramen Chuuk en la Escuela Secundaria Saramen Chuuk en Weno, Chuuk.
Simina renunció como gobernador en julio de 2011 para convertirse en senador general de Chuuk en el Congreso nacional de los Estados Federados de Micronesia. El vicegobernador de Chuuk, Johnson Elimo, se convirtió inmediatamente en gobernador interino de Chuuk tras la renuncia de Simina. Elimo ganó una elección especial para gobernador el 24 de agosto de 2011, para cumplir el resto del mandato de Simina. Elimo ganó las elecciones con 7.945; Alexander Narruhn quedó en segundo lugar con 6.913 votos, mientras que Redley Killion quedó tercero con 3.692.
Simina fue elegido presidente del XIX Congreso de los Estados Federados de Micronesia el 11 de mayo de 2015, y el 11 de mayo de 2023 fue elegido presidente de los Estados Federados de Micronesia durante la primera sesión ordinaria del 23. Congreso.